# Trevor Drayton
Trevor Drayton (* 18. Februar 1955; † 17. Januar 2008 in Pokolbin, New South Wales) war ein australischer Winzer und Unternehmer, häufig beschrieben als „Ikone“ der australischen Weinindustrie.
Drayton entstammte einer alten Winzerfamilie. Von 1973 und 1978 besuchte er das Roseworthy Agricultural College und studierte Önologie. Anschließend kehrte er in den Familienbetrieb zurück und produzierte mehrere preisgekrönte Weine. Zuletzt war er Vorsitzender der Hunter Valley Vineyard Association. Den Familienbetrieb Drayton's Family Wines leitete er zusammen mit seinem Vater Max, seiner Mutter Caroline sowie seinen Brüdern John und Greg.
Im Januar 2008 kam er im Alter von 52 Jahren bei einer Explosion auf dem Weingut ums Leben. Drayton wurde in Cessnock bestattet.